# Lethrinus ravus
Lethrinus ravus là một loài cá biển thuộc chi Lethrinus trong họ Cá hè. Loài này được mô tả lần đầu tiên vào năm 2003.

## Từ nguyên
Tính từ định danh ravus trong tiếng Latinh mang nghĩa là "xám xịt", vì hai tác giả Carpenter và Randall cho rằng loài cá này không có màu sắc nổi bật như những loài cùng chi.

## Phân bố và môi trường sống
L. ravus có phân bố thưa thớt ở Tây Thái Bình Dương, tập trung chủ yếu tại quần đảo Ryukyu, Philippines, Indonesia, Nouvelle-Calédonie, Úc.
L. ravus sống gần các rạn san hô ở độ sâu khoảng 5–35 m.

## Mô tả
Chiều dài cơ thể lớn nhất ở L. ravus được ghi nhận là 53,2 cm. L. ravus và Lethrinus semicinctus là hai loài chị em với nhau.
Số gai ở vây lưng: 10; Số tia vây ở vây lưng: 9; Số gai ở vây hậu môn: 3; Số tia vây ở vây hậu môn: 8.

## Sinh thái
Thức ăn của L. ravus có lẽ tương tự như những loài Lethrinus khác, là cá nhỏ, động vật giáp xác và động vật thân mềm. Chúng có thể sống đơn độc hoặc hợp thành những nhóm nhỏ.
Độ tuổi lớn nhất mà L. ravus đạt được là 14 năm, được ghi nhận ở Okinawa.

## Thương mại
L. ravus là một loài được đánh bắt thương mại trong nghề cá ở Tây Úc.